# Grinderman (album)
Grinderman è il primo album della rock band Grinderman, formata da membri dei Nick Cave and The Bad Seeds, pubblicato nel 2007.

## Il disco
Nel 2005, durante il tour della sua band, il cantautore Nick Cave scrisse alcuni brani che, come stile, erano distanti da quello del suo ultimo disco Abattoir Blues/The Lyre of Orpheus. Decise, quindi, di non pubblicarle con i Nick Cave and The Bad Seeds, ma di fondare un nuovo complesso, i Grinderman appunto,  insieme ad alcuni membri della band, ovvero il violinista Warren Ellis, il bassista Martyn P. Casey e il batterista Jim Sclavunos.
Le registrazione cominciarono nel marzo del 2006 e, il 5 marzo dell'anno successivo, il disco venne pubblicato.

## Tracce
Tutti i brani sono dei Grinderman, tutti i testi sono di Nick Cave.
1. Get It On - 3:06
2. No Pussy Blues - 4:20
3. Electric Alice - 3:15
4. Grinderman - 4:33
5. Depth Charge Ethel - 3:47
6. Go Tell The Women - 3:24
7. (I Don't Need You To) Set Me Free - 4:06
8. Honey Bee (Let's Fly To Mars) - 3:18
9. Man In The Moon - 2:10
10. When My Love Comes Down - 3:32
11. Love Bomb - 4:24

## Musicisti
- Nick Cave - voce, chitarra e pianoforte
- Warren Ellis - violino elettrico
- Martyn P. Casey - basso
- Jim Sclavunos - batteria